# They-sous-Vaudemont
They-sous-Vaudemont är en kommun i departementet Meurthe-et-Moselle i regionen Grand Est (tidigare regionen Lorraine) i nordöstra Frankrike. Kommunen ligger i kantonen Vézelise som tillhör arrondissementet Nancy. År 2022 hade They-sous-Vaudemont 18 invånare.

## Befolkningsutveckling
Antalet invånare i kommunen They-sous-Vaudemont
| Referens: INSEE |